# Meg Tilly
Meg Tilly, geboren als Margaret E. Chan (Long Beach, 14 februari 1960) is een Canadees-Amerikaans voormalig actrice en danseres. Zij werd in 1986 genomineerd voor een Academy Award voor haar bijrol als Zuster Agnes in Agnes of God, een rol waarvoor ze een Golden Globe daadwerkelijk kreeg toegekend. Eerder werd ze genomineerd voor een Saturn Award voor haar bijrol als Mary Loomis in Psycho II (1983).
Tilly is de jongere zus van Jennifer Tilly. Sinds 1995 acteert ze niet meer en legt ze zich vooral toe op schrijven. Ze bracht als zodanig in 1994 het boek Singing Songs uit en in 2006 Gemma, een semiautobiografisch boek over kindermisbruik.
Tilly trouwde in 2002 met Don, haar derde echtgenoot. Eerder was ze getrouwd met producent Tim Zinnemann (1983–1989) en daarna met producent John Calley (1995–2002). Met Zinneman (de zoon van Fred Zinnemann) kreeg ze in 1984 dochter Emily en in 1986 zoon David. Tilly beviel in 1990 van zoon William Joseph, die ze kreeg met acteur Colin Firth.

## Filmografie
*Exclusief vier televisiefilms
| - Sleep with Me (1994) - Body Snatchers (1993) - Leaving Normal (1992) - The Two Jakes (1990) - Valmont (1989) - The Girl in a Swing (1988) - Masquerade (1988) - Off Beat (1986) | - Agnes of God (1985) - Impulse (1984) - The Big Chill (1983) - Psycho II (1983) - One Dark Night (1983) - Tex (1982) - Fame (1980) |

- Bibsys: 98039900
- Biblioteca Nacional de España: XX1486512
- Bibliothèque nationale de France: cb14031244r (data)
- Gemeinsame Normdatei: 1088767133
- International Standard Name Identifier: 0000 0000 7249 3810
- Library of Congress Control Number: no92022987
- Bibliotheek van het Japanse parlement: 00543852
- Nationale Bibliotheek van Tsjechië: xx0156009
- Nationale bibliotheek van Australië: 35154777
- Nationale Bibliotheek van Israël: 987007455470305171
- Nederlandse Thesaurus van Auteursnamen: 074608177
- Système universitaire de documentation: 061078301
- Trove: 844666
- Virtual International Authority File: 210606
- WorldCat: E39PBJcWwxKYwCPmgrHMvKVcT3